# Santa Luz
Santa Luz är en kommun i Brasilien.   Den ligger i delstaten Piauí, i den östra delen av landet, 900 km nordost om huvudstaden Brasília. Antalet invånare är 5 513.
Omgivningarna runt Santa Luz är huvudsakligen savann. Runt Santa Luz är det mycket glesbefolkat, med 4 invånare per kvadratkilometer.